# 南石勒苏益格选民协会
南什列斯威選民协会（德語：Südschleswigscher Wählerverband、丹麥語：Sydslesvigsk Vælgerforening、北弗里西亞語：Söödschlaswiksche Wäälerferbånd），缩写为SSW，是一個德國北部邦石勒苏益格－荷尔斯泰因的一個地區政黨，它主要代表該邦少數民族丹麥人和弗里斯蘭人的權益。

## 簡介
該黨稱其政治光譜為中間派，包括支持強大的社會福利系統(偏向左派)和自由市場政策(偏向右派)；但是在歷次邦選舉中，南什列斯威選民聯盟便頃向於支持中間偏左、社會民主黨及綠黨的紅綠聯盟；在2012年邦議會改選後，該黨獲得4.6%得票率、3個席次，該黨便與社會民主黨、綠黨共組中間偏左的邦政府，SSW黨籍的Anke Spoorendonk擔任文化、正義與歐洲事務部長，這也是德國歷史上首次有小型政黨參與組成邦聯合政府，該聯合政府被暱稱為「Dänen-Ampel(丹麥-紅綠燈)」。
該黨也因為代表丹麥裔居民而受惠，在該邦法律保障下，南什列斯威選民聯盟皆能夠在未跨過5%門檻下依然取得席次，甚至於2021年德國聯邦議院選舉取得一席。